# Frank White (botaniker)
Frank White, född 5 mars 1927, död 12 september 1994, var en botaniker som var expert på den afrikanska floran och intendent vid herbariet vid Oxfords universitet.
Auktorsnamnet F.White kan användas för Frank White (botaniker) i samband med ett vetenskapligt namn inom botaniken; se Wikipediaartiklar som länkar till auktorsnamnet.